# Chrysophyllum reitzianum
Chrysophyllum reitzianum är en tvåhjärtbladig växtart som beskrevs av Joáo Rodrigues de Mattos. Chrysophyllum reitzianum ingår i släktet Chrysophyllum och familjen Sapotaceae. Inga underarter finns listade i Catalogue of Life.